# Edmond Privat
Edmond Privat (17. srpna 1889 – 28. srpna 1962) byl frankofonní švýcarský esperantista, historik a vysokoškolský pedagog.
V letech 1921 až 1928 zorganizoval a vedl celé esperantské hnutí. Byl profesorem historie a v letech 1920 – 1934 šéfredaktorem revue Esperanto, oficiálního orgánu Světového esperantského svazu (UEA), kde po celou dobu vycházely jeho úvodníky. Byl osobním přítelem Gándhího, pořádal mezinárodní konference o výuce esperanta v Ženevě v roce 1922, konferenci o obchodu a průmyslu v Paříži (1925 a konferenci Školou k míru v Praze (1927).

## Dílo
- Karlo (čítanka, 1909)
- Cxe l' koro de Europo (1909)
- Vivanta lingvo de vivanta popolo (1910)
- Pri esperanta literaturo (1912)
- Tra l' silento (básnická sbírka, 1912)
- Ginevra (drama, 1913)
- Kursa lernolibro (1913)
- Historio de Esperanto (historické dílo, 1912, 1927)
- Vivo de Zamenhof (1920)
- Esprimo de sentoj en Esperanto (1931)
- Interpopola konduto (filosofické dílo, 1934)
- Federala sperto (1958)
- Junagxa verkaro (1960)
- Aventuroj de pioniro (vyprávění, 1963)
- Vivo de Gandhi (1967)
- Hector Hodler, lia vivo kaj morto
- Du paroladoj